# Bruuniella alpha
Bruuniella alpha is een mosselkreeftjessoort uit de familie van de Cylindroleberididae. De wetenschappelijke naam van de soort is voor het eerst geldig gepubliceerd in 2005 door Kornicker & Harrison-Nelson.